# Wilsons Berberitze
Wilsons Berberitze (Berberis wilsoniae) ist eine Pflanzenart aus der Gattung der Berberitzen (Berberis) in der Familie der Berberitzengewächse (Berberidaceae). Sie stammt aus China und wird als Zierpflanze verwendet.

## Beschreibung

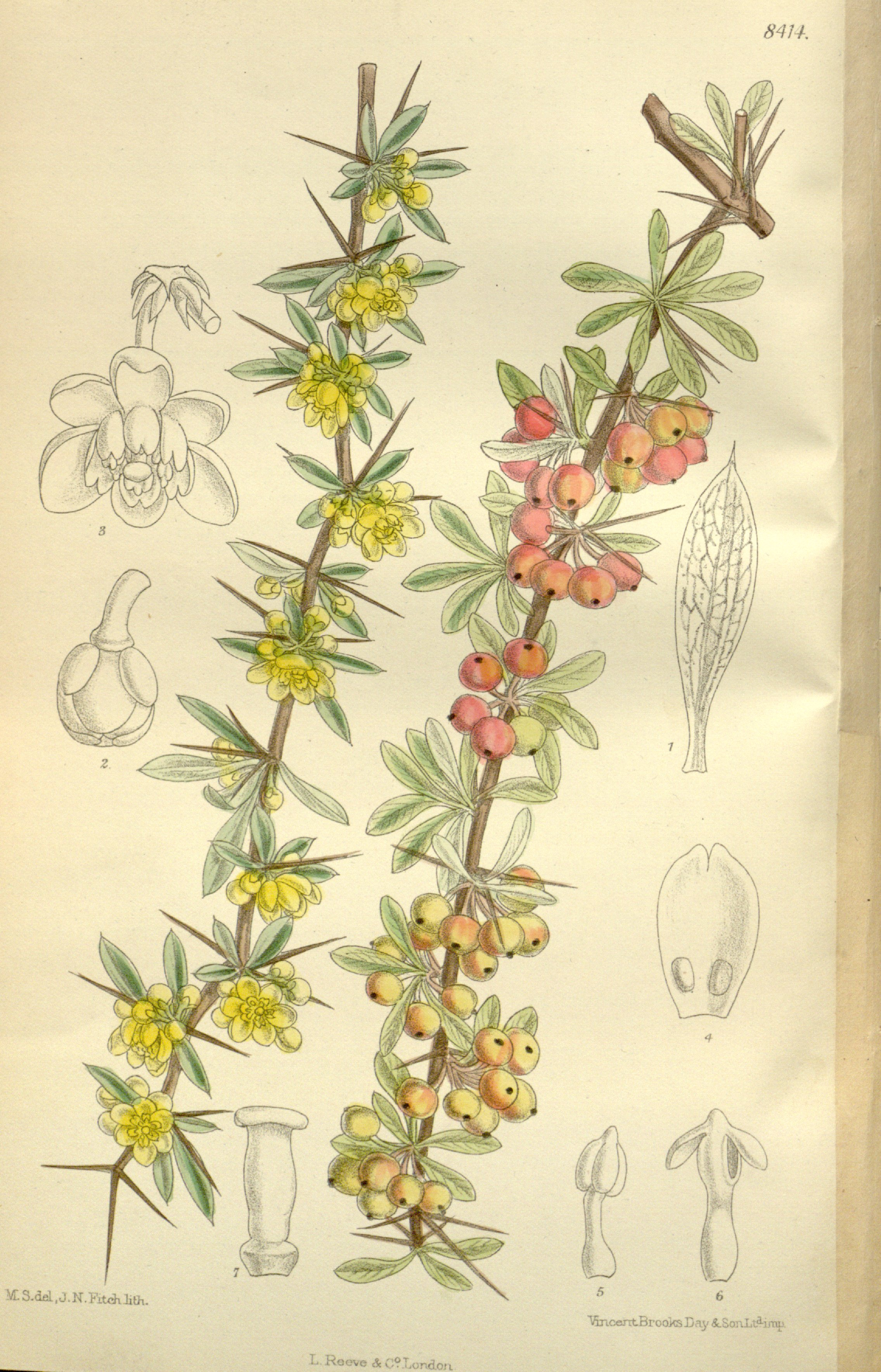
Illustration

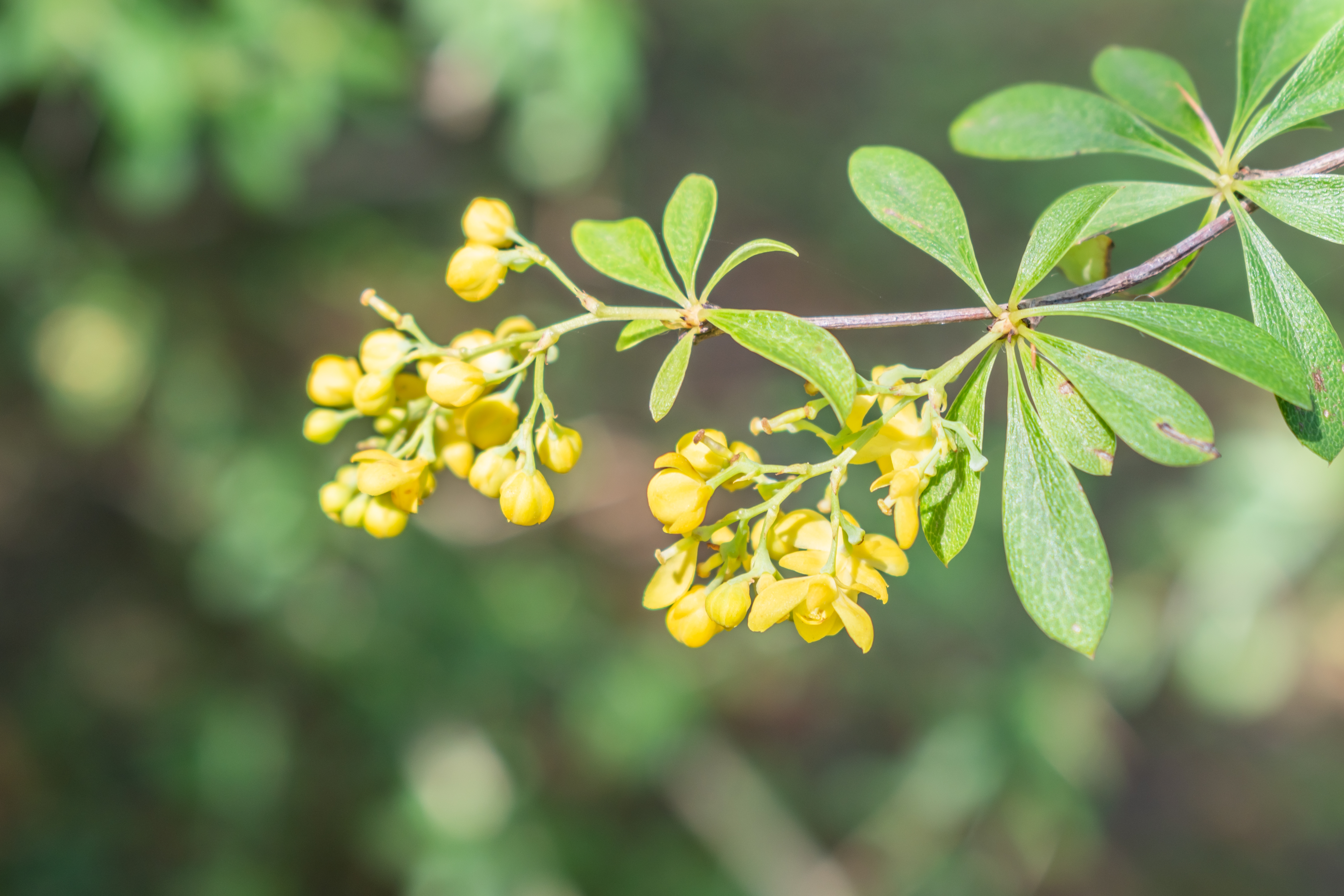
Zweig mit Laubblättern und Blütenständen

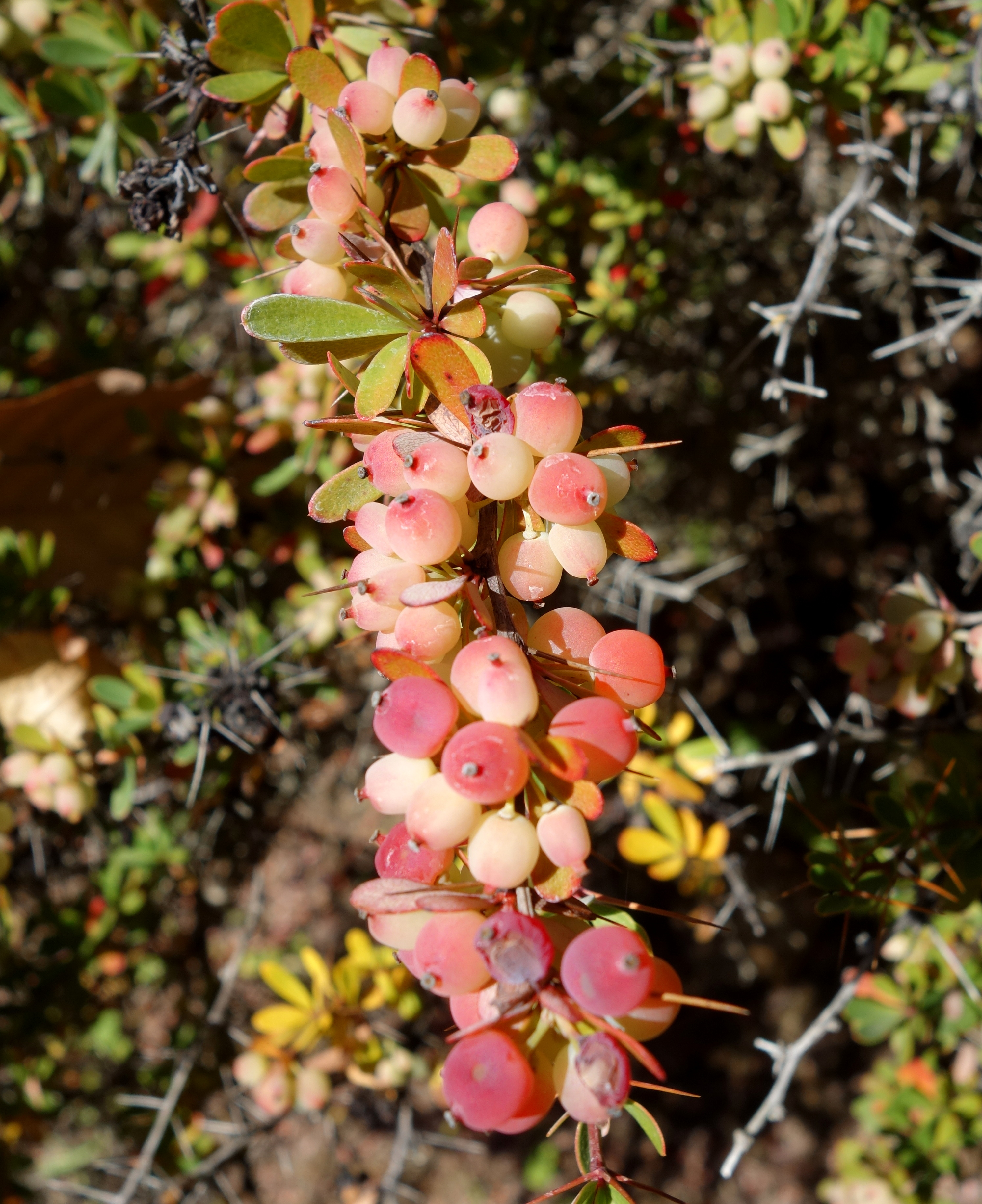
Zweig mit Dornen und Früchten

### Vegetative Merkmale
Wilsons Berberitze ist ein kleiner, „dichtwüchsiger“„“, teilweise laubabwerfender (halbimmergrüner) Strauch und erreicht Wuchshöhen von bis zu 1 Meter. Die Rinde der überhängenden Zweige ist bräunlich-grau und anfangs etwas flaumig behaart. Die Dornen sind dreiteilig oder manchmal einfach bis fehlend, 1 bis 2 Zentimeter lang und sehr dünn, hell-gelb oder hellpurpurfarben-rot.
Die relativ kleinen Laubblätter sind fast sitzend. Die einfache, lederige Blattspreite ist bei einer Länge von 6 bis 25 Millimetern sowie einer Breite von 2 bis 6 Millimetern verkehrt-eiförmig, -eilanzettlich bis spatelförmig mit keilförmiger Basis und meist gerundetem, stumpfem oder rundsitzigem oberen Ende. Der Blattrand ist ganz oder es sind manchmal auf jeder Seite ein oder zwei stachelige Zähne vorhanden. Die Netznerven auf der Blattoberseite erhaben und auch auf der -unterseite deutlich erkennbar. Die Blattoberseite ist dunkel-graugrün und die -unterseite grau oder bläulich-grün. Die Herbstfärbung der Laubblätter ist intensiv rot.

### Generative Merkmale
Selten, zwei bis, meist vier bis sieben Blüten sind in einem büschigen oder in bis zu 1,5 Zentimeter langen traubigen Blütenstand angeordnet. Die Tragblätter sind eiförmig. Die bräunlichen Blütenstiele sind 3 bis 7 Millimeter lang. Die zwittrigen Blüten sind radiärsymmetrisch und goldgelb. Von den in zwei Kreisen angeordneten Kelchblättern sind die äußeren bei einer Länge von 3 bis 4 Millimetern sowie einer Breite von 2 bis 3 Millimetern eiförmig und die inneren sind bei einer Länge von 5 bis 5,5 Millimetern sowie einer Breite von 3.5 bis 4 Millimetern verkehrt-eiförmig-kreisförmig oder verkehrt-eiförmig. Die Kronblätter sind bei einer Länge von etwa 4 Millimetern sowie einer Breite von etwa 2 Millimetern verkehrt-eiförmig mit ausgerandetem oberen Ende, das spitz gelappt ist. Die Staubblätter sind etwa 3 Millimeter lang. Der Fruchtknoten enthält drei bis fünf Samenanlagen.
Die Beeren sind bei einer Länge von 6 bis 7 Millimetern sowie einer Breite von 4 bis 5 Millimetern fast kugelig, etwas bereift und bei Reife lachs- bis korallenrot; sie überdauern den Winter. Auf den Beeren ist der haltbare Griffel vorhanden.

## Phänologie
In China reicht die Blütezeit von Juni bis September. Die Früchte reifen in China im folgenden Jahr von Januar bis Februar.

## Systematik und Verbreitung
Die Erstbeschreibung von Berberis wilsoniae erfolgte 1961 durch William Botting Hemsley in Journal of the Linnean Society. Botany. London, Volume 57, S. 215. Sie wurde von Ernest Henry Wilson, der von 1899 bis 1905 für Veitch and Sons in West- und Mittelchina Pflanzen sammelte, 1904 in Europa eingeführt und 1961 nach seiner Ehefrau Helen Wilson geb. Ganderton benannt.
In der Flora of China 2011 sind von Berberis wilsoniae zwei Varietäten verzeichnet:
- - Berberis wilsoniae var. guhtzunica (Ahrendt) Ahrendt (Syn.: Berberis subcaulialata var. guhtzunica Ahrendt, Berberis wilsoniae var. latior Ahrendt): Dieser Name wird seit 1961 verwendet. Sie gedeiht im Dickicht, an Straßenrändern, in Kiefernwäldern, in Felsspalten und an trockenen Hängen in Höhenlagen von 1600 bis 3200 Metern in Tibet und in den chinesischen Provinzen Guizhou, Shaanxi, Sichuan sowie Yunnan.[2]
  - Berberis wilsoniae Hemsl. var. wilsoniae: Sie gedeiht an Hängen, im Dickicht, an felsigen Standorten an Gewässern, an Straßenrändern, an Waldrändern, in Kiefernwäldern, in Felsspalten und an trockenen Hängen in Höhenlagen von 1000 bis 4000 Metern in Tibet und in den chinesischen Provinzen Gansu, Guizhou, Shaanxi, Sichuan sowie Yunnan.[2]

## Verwendung
Wie viele andere Berberitzen finden Wilsons Berberitze und ihre Zuchtformen als Zierstrauch Verwendung.
Wilsons Berberitze lässt sich in Kultur nur durch in der Natur gesammelte Samen oder Stecklinge vermehren.

### Zuchtformen
- Berberis wilsoniae var. stapfiana (C.K.Schneid.) C.K.Schneid.: einjährige Zweige kahl, Blätter stachelspitzig
- Berberis wilsoniae var. subcaulialata (C.K.Schneid.) C.K.Schneid. (Syn.: Berberis coryi H.J. Veitch): Die einjährige Zweige sind kahl und die Blätter unterseits weißlich.

Berberis wilsoniae bildet mit anderen Berberis-Arten Hybride:
Mit der Knäuelfrüchtigen Berberitze (Berberis aggregata) bildet Wilsons Berberitze die Hybride Berberis ×rubrostilla Chitt.; laut Zander Handwörterbuch der Pflanzennamen wird für diese Hybride auch der Name Berberis ×carminea Ahrendt verwendet.